# Liste des stations du métro de Copenhague

Plan du métro de Copenhague depuis 2024

La liste des stations du métro de Copenhague recense l'ensemble des 44 stations du métro de Copenhague desservant les communes de Copenhague, de Frederiksberg et de Tårnby. Elles sont desservies par les 4 lignes de métro en service dans l'agglomération de Copenhague. 

## Description
Le réseau métropolitain de Copenhague comprend actuellement 4 lignes.
La ligne 1 du métro de Copenhague comporte 15 stations.
La ligne 2 du métro de Copenhague comporte 16 stations.
La ligne 3 du métro de Copenhague comporte 17 stations.
La ligne 4 du métro de Copenhague comporte 13 stations.
Les lignes 1 et 2 partagent les mêmes voies ferrées sur un tronc commun situé entre les stations Christianshavn et le terminus Vanløse et disposent de 9 stations en commun.
Les lignes 3 et 4 partagent les mêmes voies ferrées sur un tronc commun situé entre les stations København H et le terminus Orientkaj et disposent de 6 stations en commun.
Le réseau comporte 10 stations offrant une correspondances avec le réseau ferroviaire suburbain S-tog ou le réseau ferroviaire régional, national et international opéré par DSB.

## Liste des stations
Le tableau ci-dessous reprend les 44 stations du métro de Copenhague :
| Nom                    | Lignes                                    | Correspondances                   | Type        | Ouverture                                      | Ville         | Zone de tarification |
| ---------------------- | ----------------------------------------- | --------------------------------- | ----------- | ---------------------------------------------- | ------------- | -------------------- |
| Aksel Møllers Have     | métro M3                                  |                                   | souterraine | 29 septembre 2019                              | Frederiksberg | 2                    |
| Amagerbro              | métro M2                                  |                                   | souterraine | 19 octobre 2002                                | Copenhague    | 1                    |
| Amager Strand          | métro M2                                  |                                   | aérienne    | 28 septembre 2007                              | Copenhague    | 3                    |
| Bella Center           | métro M1                                  |                                   | aérienne    | 19 octobre 2002                                | Copenhague    | 3                    |
| Christianshavn         | métro M1 · métro M2                       |                                   | souterraine | 19 octobre 2002                                | Copenhague    | 1                    |
| DR Byen                | métro M1                                  |                                   | aérienne    | 19 octobre 2002                                | Copenhague    | 1                    |
| Enghave Brygge         | métro M4                                  |                                   | souterraine | 22 juin 2024                                   | Copenhague    | 1                    |
| Enghave Plads          | métro M3                                  |                                   | souterraine | 29 septembre 2019                              | Copenhague    | 1                    |
| Fasanvej               | métro M1 · métro M2                       |                                   | souterraine | 12 octobre 2003                                | Frederiksberg | 2                    |
| Femøren                | métro M2                                  |                                   | aérienne    | 28 septembre 2007                              | Copenhague    | 3                    |
| Flintholm              | métro M1 · métro M2                       | S-tog                             | aérienne    | 12 octobre 2003                                | Frederiksberg | 2                    |
| Forum                  | métro M1 · métro M2                       |                                   | souterraine | 29 mai 2003                                    | Frederiksberg | 1                    |
| Frederiksberg          | métro M1 · métro M2 · métro M3            |                                   | souterraine | 29 mai 2003 29 septembre 2019                  | Frederiksberg | 2                    |
| Frederiksberg Allé     | métro M3                                  |                                   | souterraine | 29 septembre 2019                              | Frederiksberg | 1                    |
| Gammel Strand          | métro M3 · métro M4                       |                                   | souterraine | 29 septembre 2019 28 mars 2020                 | Copenhague    | 1                    |
| Havneholmen            | métro M4                                  |                                   | souterraine | 22 juin 2024                                   | Copenhague    | 1                    |
| Islands Brygge         | métro M1                                  |                                   | souterraine | 19 octobre 2002                                | Copenhague    | 1                    |
| Kastrup                | métro M2                                  |                                   | aérienne    | 28 septembre 2007                              | Tårnby        | 4                    |
| Kongens Nytorv         | métro M1 · métro M2 · métro M3 · métro M4 |                                   | souterraine | 19 octobre 2002 29 septembre 2019 28 mars 2020 | Copenhague    | 1                    |
| København H            | métro M3 · métro M4                       | S-tog Trains DSB                  | souterraine | 29 septembre 2019 28 mars 2020                 | Copenhague    | 1                    |
| København Syd          | métro M4                                  | S-tog Trains DSB                  | souterraine | 22 juin 2024                                   | Copenhague    | 2                    |
| Københavns Lufthavn    | métro M2                                  | Trains DSB Aéroport de Copenhague | aérienne    | 28 septembre 2007                              | Tårnby        | 4                    |
| Lergravsparken         | métro M2                                  |                                   | souterraine | 19 octobre 2002                                | Copenhague    | 1                    |
| Lindevang              | métro M1 · métro M2                       |                                   | aérienne    | 12 octobre 2003                                | Frederiksberg | 2                    |
| Marmorkirken           | métro M3 · métro M4                       |                                   | souterraine | 29 septembre 2019 28 mars 2020                 | Copenhague    | 1                    |
| Mozarts Plads          | métro M4                                  |                                   | souterraine | 22 juin 2024                                   | Copenhague    | 2                    |
| Nordhavn               | métro M4                                  | S-tog                             | souterraine | 28 mars 2020                                   | Copenhague    | 1                    |
| Nuuks Plads            | métro M3                                  |                                   | souterraine | 29 septembre 2019                              | Copenhague    | 2                    |
| Nørrebro               | métro M3                                  | S-tog                             | souterraine | 29 septembre 2019                              | Copenhague    | 2                    |
| Nørrebros Runddel      | métro M3                                  |                                   | souterraine | 29 septembre 2019                              | Copenhague    | 2                    |
| Nørreport              | métro M1 · métro M2                       | S-tog Trains DSB                  | souterraine | 19 octobre 2002                                | Copenhague    | 1                    |
| Orientkaj              | métro M4                                  |                                   | aérienne    | 28 mars 2020                                   | Copenhague    | 1                    |
| Poul Henningsens Plads | métro M3                                  |                                   | souterraine | 29 septembre 2019                              | Copenhague    | 2                    |
| Rådhuspladsen          | métro M3 · métro M4                       |                                   | souterraine | 29 septembre 2019 28 mars 2020                 | Copenhague    | 1                    |
| Skjolds Plads          | métro M3                                  |                                   | souterraine | 29 septembre 2019                              | Copenhague    | 2                    |
| Sluseholmen            | métro M4                                  |                                   | souterraine | 22 juin 2024                                   | Copenhague    | 1                    |
| Sundby                 | métro M1                                  |                                   | aérienne    | 19 octobre 2002                                | Copenhague    | 3                    |
| Trianglen              | métro M3                                  |                                   | souterraine | 29 septembre 2019                              | Copenhague    | 1                    |
| Vanløse                | métro M1 · métro M2                       | S-tog                             | aérienne    | 12 octobre 2003                                | Copenhague    | 2                    |
| Vestamager             | métro M1                                  |                                   | aérienne    | 19 octobre 2002                                | Copenhague    | 3                    |
| Vibenshus Runddel      | métro M3                                  |                                   | souterraine | 29 septembre 2019                              | Copenhague    | 2                    |
| Ørestad                | métro M1                                  | Trains DSB                        | aérienne    | 19 octobre 2002                                | Copenhague    | 3                    |
| Øresund                | métro M2                                  |                                   | aérienne    | 28 septembre 2007                              | Copenhague    | 3                    |
| Østerport              | métro M3 · métro M4                       | S-tog Trains DSB                  | souterraine | 29 septembre 2019 28 mars 2020                 | Copenhague    | 1                    |